# リチャード・ハドリー
サー・リチャード・ジョン・ハドリー, MBE（英: Sir Richard John Hadlee, MBE、1951年7月3日 - ）は、ニュージーランド出身の元プロクリケット選手。元ニュージーランド代表。ポジションはオールラウンダー。クリケットの長い歴史の中で有数の選手の一人。